# Bokaa
Bokaa is een dorp in het district Kgatleng in Botswana. De plaats telt 5680 inwoners (2011).